# Douzhanopterus
Douzhanopterus es un género extinto de pterosaurio monofenestrado del Jurásico Superior de Liaoning, China. Solo incluye a una especie, D. zhengi, nombrada por Wang et al. en 2017. En muchos aspectos, representa una forma transicional entre los pterosaurios basales y los pterodactiloides más especializados; por ejemplo, su cola es de longitud intermedia, aun siendo cerca del doble del largo del fémur pero relativamente más corta que la de los más primitivos Wukongopteridae. Otras características intermedias incluyen las longitudes relativas de las vértebras cervicales y el preservar dos huesos de falanges en el quinto dígito del pie, si bien reducidos. Filogenéticamente, Douzhanopterus se ubica entre los wukongoptéridos y un espécimen de pterosaurio juvenil de Alemania conocido como el "propterodactiloide de Painten", el cual es similar a Douzhanopterus en muchos aspectos pero se aproxima más cercanamente a los pterodactiloides en otros.

## Descubrimiento y denominación
El espécimen holotipo de Douzhanopterus, un esqueleto que carece de cráneo, está preservado en una losa con cara y contracara. Ambas están catalogadas respectivamente como STM 19–35A y STM 19–35B, y son alojadas en el Museo Natural de Shandong Tianyu en Shandong, China. Este espécimen fue adquirido a un granjero local, quien afirmó que lo había desenterrado en Toudaoyingzi, Jiangchang en la provincia de Liaoning. Sin embargo, la roca en la que está incrustado el espécimen es característica de los sedimentos hallados en otra localidad dentro de Liaoning, Linglongta. Esta última pertenece a las unidades ricas en fósiles de la Formación Tiaojishan, la cual ha sido datada de hace 160.89 a 160.25 millones de años, o la época del Oxfordiense del período Jurásico.
En 2017, la especie tipo y única conocida, Douzhanopterus zhengi fue nombrada y descrita por Wang Xiaoli, Jiang Shunxing, Zhang Junqiang, Cheng Xin, Yu Xuefeng, Li Yameng, Wei Guangjin y Wang Xiaolin. El nombre del género combina el nombre Dòu-zhànshèng-fó (鬥戰勝佛, "victorioso Buda luchador"), el cual le fue dado al legendario Sun Wukong cuando el obtuvo el estatus de Buda, junto con el término en griego latinizado pteron ("ala"). Esto es en referencia a que el animal ocupaba una posición evolutiva más avanzada en relación con los wukongoptéridos. El nombre de la  especie es en honor del profesor Zheng Xiaoting.

## Descripción

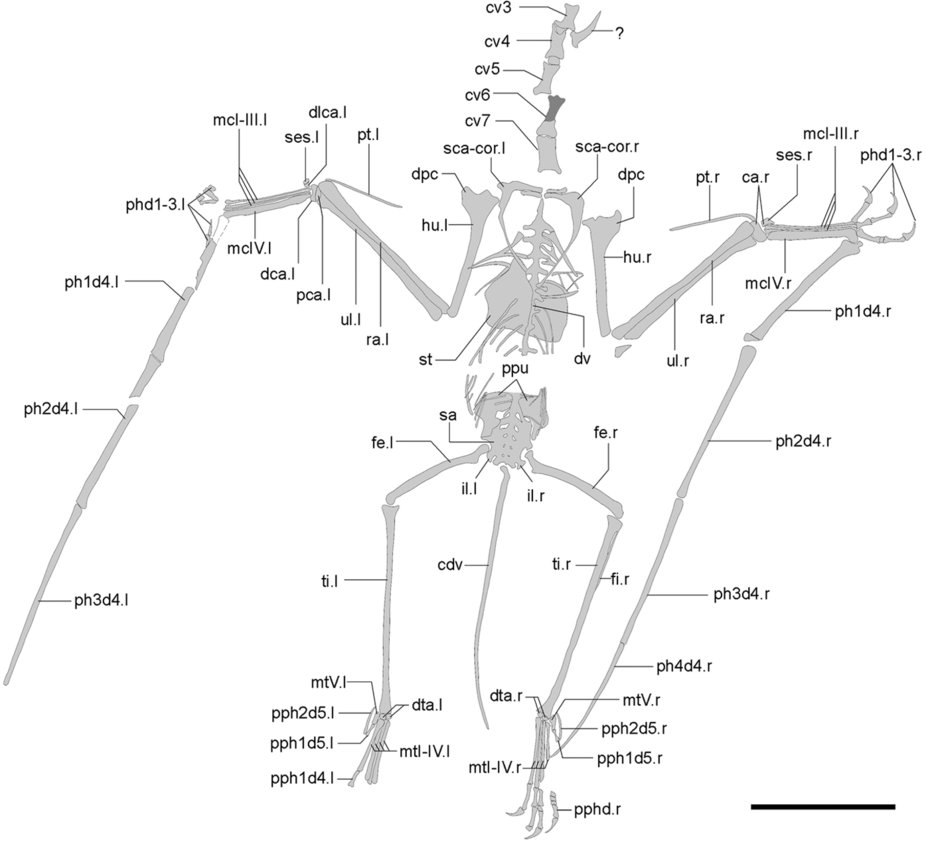
Dibujo linear del espécimen tipo de Douzhanopterus.

Douzhanopterus era un pterosaurio relativamente pequeño, con una envergadura de solo 74 centímetros. El único espécimen conocido corresponde a un adulto, al juzgar por el grado de fusión de los huesos de la mano, el escapulocoracoides, y la tibia-peroné, así como la fusión del tendón extensor en el ala de la falange del ala.
De las nueve vértebras cervicales, las últimas siete están definitivamente preservadas, y el atlas y el axis pueden estar presentes también. Estas vértebras son largas, teniendo generalmente entre 2.5 a 3.5 veces más largo que ancho. Las vértebras poseen cóndilos distintivos para articularse con las otras vértebras, y las espinas neurales se dirigen hacia atrás y hacia arriba; aquellas cerca del medio tienen además prominentes zigapófisis. En el resto de la columna vertebral, habría habido trece vértebras dorsales en total, seguidas por seis vértebras del sacro. Estos dos tipos de vértebras son similares, aunque los procesos transversos que se proyectan a los lados son más robustos en las últimas. En la cola había 22 vértebras caudales, totalizando unos 83.86 milímetros de largo, lo cual constituye el 173% de la longitud del húmero. Estas incrementan su longitud dese la primera a la sexta pero entonces se vuelven más reducidas desde ese punto. Hasta la decimosexta vértebra caudal, las zigapófisis y cheurones son muy largos.
En general, el esternón es casi tan largo como ancho, con un margen frontal que se proyecta hacia adelante y con un margen posterior recto. La escápula es larga y delgada, siendo cerca del 40% más larga que el coracoides; el propio coracoides no tiene  ningún tipo de expansión en su superficie inferior. En el húmero, la cresta deltopectoral es corta y trapezoidal, y se sitúa en la parte superior del hueso. También hay una pequeña cresta presente en donde el húmero se articula con el cúbito. El pteroide, un hueso exclusivo de los pterosaurios, es muy largo, siendo cerca de la mitad de largo que el cúbito. En frente del pteroide, hay un pequeño hueso sesamoideo que se sujeta al borde exterior de los carpos. Los dígitos de la mano no unidos al ala son algo largos, teniendo cerca del 65% de la longitud del húmero y el 53% de la longitud del cúbito, y tienen garras grandes. En el dedo del ala, la segunda falange es la más larga, seguida por la primera y la tercera, y luego la cuarta, la cual tiene aún el 80% de la longitud de la segunda.
La cintura pélvica se halla entera fusionada con el sacro. La parte de la pelvis en frente del acetábulo parece consistir de dos prepubis sin fusionar, los cuales son más largos que anchos. El fémur está levemente curvado, y la cabeza del fémur y su cuello forman un ángulo de cerca de 150° con respecto al eje. En la pata, la relativamente recta tibia tiene el 180% de la longitud del fémur; el peroné, el cual tiene el 45% de la longitud de la tibia, está fusionado a esta en ambos extremos. Más abajo, los cinco metatarsos son rectangulares. El segundo metatarso es además el más largo, seguido por el primero y el tercero, y luego el cuarto, teniendo el tercer metatarso cerca del 31% de la longitud de la tibia. De forma inusual, el quinto dígito del pie aún tenía dos falanges, la primera recta y la segunda curvada; la primera tenía cerca del 20% de la longitud del tercer metatarso.

## Clasificación
En 2017, Wang et al. asignaron a Douzhanopterus al grupo Monofenestrata. Douzhanopterus muestra varias características que son intermedias entre los pterosaurios más basales, incluyendo a los Wukongopteridae, y los más avanzados miembros de Pterodactyloidea. En particular, las vértebras cervicales son generalmente más largas; la cola mide menos de la mitad de la longitud corporal pero aún no está particularmente reducida; los metacarpos son moderadamente largos en comparación con el húmero y el cúbito; y el quinto dedo del pie aún tiene dos falanges, aunque estas están reducidas con respecto a los pterosaurios basales pero más grandes que las de los pterodactiloides. Su posición en el árbol filogenético recuperado por Wang et al., cuya topología es parcialmente reproducida a continuación, es consistente con esta condición intermedia.
|  | Darwinopterus modularis       |
|  |                               |
|  | Darwinopterus robustodens     |
|  |                               |
|  | Darwinopterus linglongtaensis |
|  |                               |

|  | Douzhanopterus zhangi                                                                 |
|  |                                                                                       |
|  | \| \| "Pro-pterodactiloide de Painten" \| \| \| \| \| \| Pterodactyloidea \| \| \| \| |
|  |                                                                                       |
|  | "Pro-pterodactiloide de Painten"                                                      |
|  |                                                                                       |
|  | Pterodactyloidea                                                                      |
|  |                                                                                       |

|  | "Pro-pterodactiloide de Painten" |
|  |                                  |
|  | Pterodactyloidea                 |
|  |                                  |

|  | Douzhanopterus zhangi                                                                 |
|  |                                                                                       |
|  | \| \| "Pro-pterodactiloide de Painten" \| \| \| \| \| \| Pterodactyloidea \| \| \| \| |
|  |                                                                                       |
|  | "Pro-pterodactiloide de Painten"                                                      |
|  |                                                                                       |
|  | Pterodactyloidea                                                                      |
|  |                                                                                       |

|  | "Pro-pterodactiloide de Painten" |
|  |                                  |
|  | Pterodactyloidea                 |
|  |                                  |

|  | Darwinopterus modularis       |
|  |                               |
|  | Darwinopterus robustodens     |
|  |                               |
|  | Darwinopterus linglongtaensis |
|  |                               |

|  | Douzhanopterus zhangi                                                                 |
|  |                                                                                       |
|  | \| \| "Pro-pterodactiloide de Painten" \| \| \| \| \| \| Pterodactyloidea \| \| \| \| |
|  |                                                                                       |
|  | "Pro-pterodactiloide de Painten"                                                      |
|  |                                                                                       |
|  | Pterodactyloidea                                                                      |
|  |                                                                                       |

|  | "Pro-pterodactiloide de Painten" |
|  |                                  |
|  | Pterodactyloidea                 |
|  |                                  |

|  | Douzhanopterus zhangi                                                                 |
|  |                                                                                       |
|  | \| \| "Pro-pterodactiloide de Painten" \| \| \| \| \| \| Pterodactyloidea \| \| \| \| |
|  |                                                                                       |
|  | "Pro-pterodactiloide de Painten"                                                      |
|  |                                                                                       |
|  | Pterodactyloidea                                                                      |
|  |                                                                                       |

|  | "Pro-pterodactiloide de Painten" |
|  |                                  |
|  | Pterodactyloidea                 |
|  |                                  |

|  | Darwinopterus modularis       |
|  |                               |
|  | Darwinopterus robustodens     |
|  |                               |
|  | Darwinopterus linglongtaensis |
|  |                               |

|  | Douzhanopterus zhangi                                                                 |
|  |                                                                                       |
|  | \| \| "Pro-pterodactiloide de Painten" \| \| \| \| \| \| Pterodactyloidea \| \| \| \| |
|  |                                                                                       |
|  | "Pro-pterodactiloide de Painten"                                                      |
|  |                                                                                       |
|  | Pterodactyloidea                                                                      |
|  |                                                                                       |

|  | "Pro-pterodactiloide de Painten" |
|  |                                  |
|  | Pterodactyloidea                 |
|  |                                  |

|  | Douzhanopterus zhangi                                                                 |
|  |                                                                                       |
|  | \| \| "Pro-pterodactiloide de Painten" \| \| \| \| \| \| Pterodactyloidea \| \| \| \| |
|  |                                                                                       |
|  | "Pro-pterodactiloide de Painten"                                                      |
|  |                                                                                       |
|  | Pterodactyloidea                                                                      |
|  |                                                                                       |

|  | "Pro-pterodactiloide de Painten" |
|  |                                  |
|  | Pterodactyloidea                 |
|  |                                  |

|  | Darwinopterus modularis       |
|  |                               |
|  | Darwinopterus robustodens     |
|  |                               |
|  | Darwinopterus linglongtaensis |
|  |                               |

|  | Douzhanopterus zhangi                                                                 |
|  |                                                                                       |
|  | \| \| "Pro-pterodactiloide de Painten" \| \| \| \| \| \| Pterodactyloidea \| \| \| \| |
|  |                                                                                       |
|  | "Pro-pterodactiloide de Painten"                                                      |
|  |                                                                                       |
|  | Pterodactyloidea                                                                      |
|  |                                                                                       |

|  | "Pro-pterodactiloide de Painten" |
|  |                                  |
|  | Pterodactyloidea                 |
|  |                                  |

|  | Douzhanopterus zhangi                                                                 |
|  |                                                                                       |
|  | \| \| "Pro-pterodactiloide de Painten" \| \| \| \| \| \| Pterodactyloidea \| \| \| \| |
|  |                                                                                       |
|  | "Pro-pterodactiloide de Painten"                                                      |
|  |                                                                                       |
|  | Pterodactyloidea                                                                      |
|  |                                                                                       |

|  | "Pro-pterodactiloide de Painten" |
|  |                                  |
|  | Pterodactyloidea                 |
|  |                                  |

Más avanzado que Douzhanopterus es el "pro-pterodactiloide de Painten", un espécimen juvenil sin nombrar del Kimmeridgiense de Alemania. Ambos comparten el alargado cuarto metacarpo, falanges relativamente reducidas en el quinto dígito del pie, y una cola reducida pero relativamente larga con zigapófisis y cheurones alargados. Sin embargo, varias características indican que Douzhanopterus es incluso más basal: su pteroide es más grande en relación con el cúbito, la tibia es mucho más larga que el fémur, la cola es más larga tanto en términos absolutos (con 22 vértebras y más larga que el fémur, en contraste con las 17 en el espécimen de Painten) como en relación con el húmero, y las zigapófisis y cheurones son ligeramente más largas. Estas diferencias probablemente no están relacionadas con la inmadurez del espécimen de Painten, con base en estudios de especímenes de monofenestrados juveniles aún sin publicar.